# Stefano Bellon
Stefano Bellon (Padova, 13 febbraio 1956) è un compositore italiano.

## Biografia
Dopo gli studi accademici compiuti sotto la guida di Wolfango Dalla Vecchia, si perfeziona sotto la guida di Franco Donatoni presso l'Accademia Chigiana di Siena e l'Accademia nazionale di Santa Cecilia a Roma.
Nel 1982 ottiene una borsa di studio del Conservatoire National Superieur de Musique di Parigi, e frequenta corsi e seminari con Pierre Boulez, Brian Ferneyhough, Giacomo Manzoni e Salvatore Sciarrino.
È stato docente presso l'università di Venezia, e i conservatori di Udine, Adria, Rovigo e Trieste. Ha inoltre lavorato come arrangiatore anche nel campo della musica jazz, nonché come compositore per produzioni radio-televisive.
Sue composizioni vengono eseguite in Europa, in America e in Asia da solisti e gruppi quali Quartetto Arditti, Atlas Ensemble, CMEK - Contemporary Music Ensemble of Korea, Lumen Contemporary Ensemble of Boston, Ciro Scarponi, Nieuw Ensemble, Interensemble, Quintetto Bibiena, Taukay Ensemble, Alvise Vidolin, Lothar Zagrosek, Ed Spanjaard.
Ha scritto saggi e analisi sulla musica di Bruno Maderna, pubblicati da Leo Olschki in Italia e da Basalte (CNRS-Université de Paris) in Francia.

## La sua musica
Stilisticamente Bellon è partito da posizioni vicine a quelle del suo insegnante Franco Donatoni e di Luciano Berio (al quale ha dedicato il brano Paul Mc Cartney Commentaries, eseguito alla Biennale di Venezia nel 2004).
Per certi aspetti vicino a compositori come Louis Andriessen o Bruno Maderna: lo accomunano a tali autori il ripensamento di esperienze compiute nel campo del jazz all'interno di una scrittura tradizionale, e lo sviluppo di un atteggiamento compositivo di derivazione post-seriale, anche applicato a materiali di tradizione extra-colta o, più recentemente, non occidentale (da sottolineare l'utilizzo consistente di strumenti musicali appartenenti a culture extraeuropee - in particolar modo nelle collaborazioni con l'Atlas Ensemble di Amsterdam, il CMEK di Seul).

### Alcune opere recenti
- Capriccio con rovine (2006) per erhu e nove strumenti
- Il Miglior Fabbro (2006) per gayageum solo
- Alfabeto deserto (2005/2006) per flauto, corno inglese e orchestra da camera
- One thread (2005) per complesso da camera
- Snakes, skin and strings (2004/2005) per violino cinese e orchestra da camera
- Vocativo (2003) per voce maschile e orchestra da camera
- Paul Mc Cartney Commentaries - In memoriam Luciano Berio (2002/2003) per orchestra
- Memoria del dono (2002) per otto strumenti

## Discografia
- Interensemble (direttore Bernardino Beggio): CD Edipan 3030, contiene Breaks - sette intermezzi minimi e Chalumeau
- Contemporary Music Ensemble of Korea: CD SEOU Records (2005), contiene One thread per complesso da camera
- Monologues di Pietro Tonolo: CD SPLASH Records CDH 645.2, contiene Composita Solvantur

| Controllo di autorità | VIAF (EN) 5590150869806522190007 · GND (DE) 114181644X |